# Дюріф
Дюріф — сорт червоного винного винограду, який переважно вирощують в Австралії, Каліфорнії, Франції та Ізраїлі.
З кінця 20-го століття виноробні, розташовані в долині річки Якіма у Вашингтоні, Меріленді, Арізоні, Техасі, Західній Вірджинії, Чилі, півострові Нижня Каліфорнія в Мексиці та півострові Ніагара в Онтаріо, також виробляли вина з винограду Дюріф.
Це основний сорт винограду, відомий у США та Ізраїлі як Пті Сіра, причому понад 90 % насаджень у Каліфорнії, позначених як «Пті Сіра», є виноградом Дюріф; Бюро США з алкоголю, тютюну, вогнепальної зброї та вибухових речовин (ATF) визнає «Дюріф» і «Пті Сіра» синонімами одного сорту винограду.
Виробляє дубильні вина з пряним, сливовим смаком. Виноград виник як схрещування пилку Сіра, що проростає рослину Пелоурсін. У деяких випадках виноградні лози Пелурсин і Сіра можуть називатися Пті Сіра, як правило, через те, що сорти надзвичайно важко відрізнити в старості.

## Історія
У 1860-х роках французький ботанік Франсуа Дюріф тримав розсадник кількох сортів винограду у своєму будинку в комуні Тулін, де він, швидше за все, мав насадження Пелоурсена та Сіри. У якийсь момент дві лози перехресно запилилися, і Дуріф виявив новий сорт винограду, який росте в його розпліднику. Він був ідентифікований і названий Plant du Rif (пізніше Дюріф) ампелографом Віктором Пулья в 1868 році.
У результаті аналізу відбитків ДНК в Каліфорнійському університеті в Девісі в 1997 році було ідентифіковано Сіру як джерело пилку, який спочатку схрещувався з квітами Пелоурсіна. Висока стійкість винограду до борошнистої роси сприяла його вирощуванню на початку 20-го століття в таких областях, як Ізер і Ардеш, хоча відносно низька якість отриманого вина призвела до того, що виноград впав у немилість місцевих винних органів. Сьогодні у Франції його майже немає.

## Регіональне виробництво
Австралія та Каліфорнія зараз є двома провідними виробниками Дюріф. Виноград також можна знайти в Ізраїлі, Бразилії, Аргентині, Техасі, Чилі та Мексиці.

### Австралія
Нещодавно в 1997 році було підтверджено, що старі посадки Дюріф продовжували використовуватися для виробництва популярного вина в Рутерглен, штат Вікторія в Австралії. Дюріф зараз вирощується в інших виноробних регіонах Австралії, таких як Ріверіна та Ріверленд, на площі понад 740 акрів (3,0 км2) в обробці до 2000 р.

### США

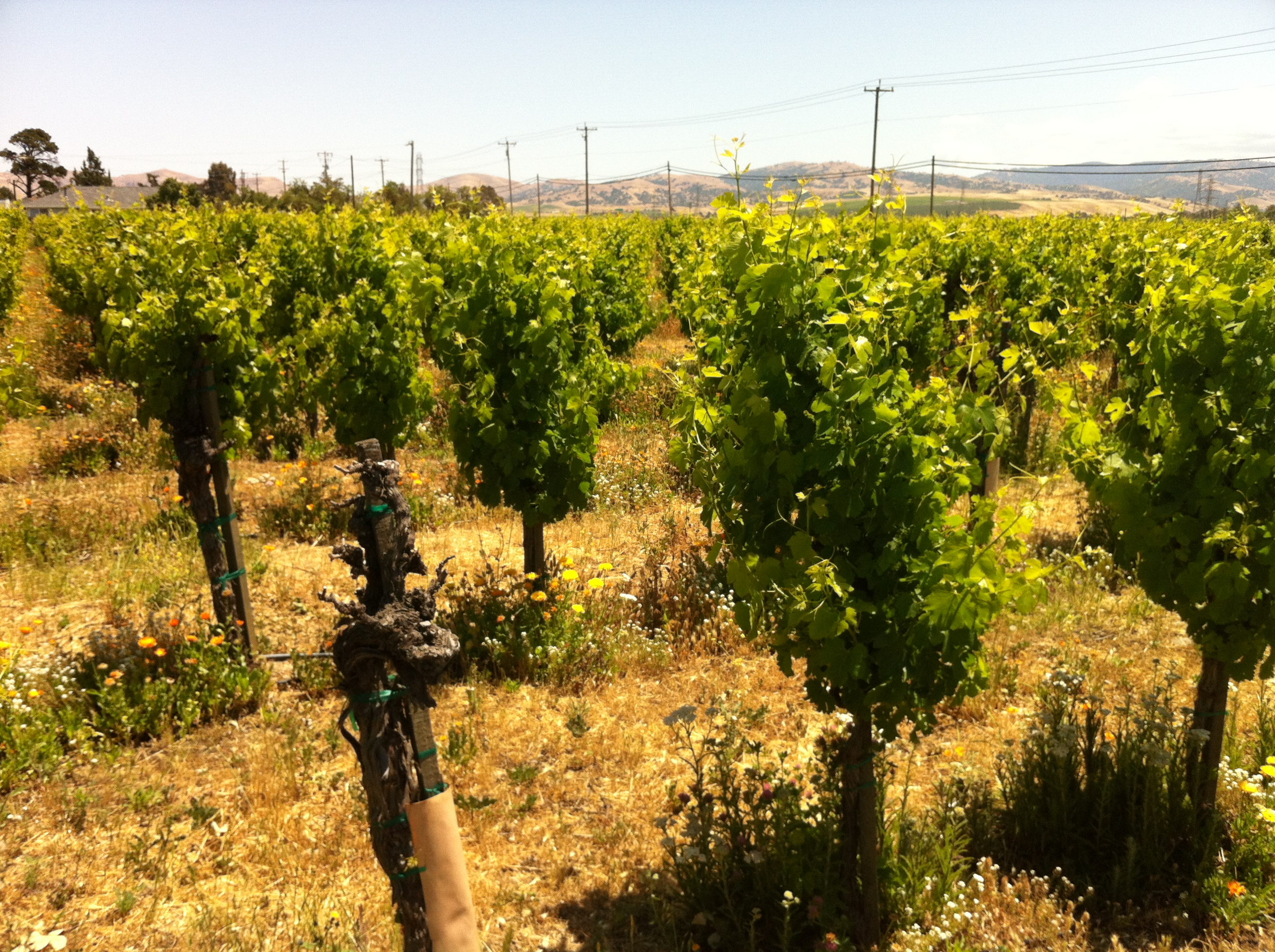
Маленькі насадження Сіра на виноградниках Конкеннон у долині Лівермор, Каліфорнія.

ДНК-відбитки показали, що більшість насаджень Пті Сіра у Каліфорнії насправді є Дюріф. Було виявлено, що деякі виноградники являють собою польову суміш Дюріф та інших сортів, таких як Мондез Нуар, усі позначені як «Пті Сіра». Виноградна лоза є популярним насадженням в окрузі Лейк, Мендосіно, Сонома, Напа, Монтерей і Сан-Хоакін. Окрім виробництва сортового вина, виноград іноді купажують із Зінфанделем . У роки, коли сильний дощ або надлишок сонця послабляють якість або врожайність насаджень Каберне Совіньйон або Піно Нуар, Пті Сіра також можна використовувати як партнера в купажі для посилення вина. Середній вік лоз Пті Сіра, як правило, старший, ніж у більшості каліфорнійських лоз.
Станом на грудень 2007 року TTB перераховує Пті Сіра і Дюргіф у § 27 CFR 4.91 як затверджені сорти винограду для американських вин, але вони не вказані як синоніми. Це означає, що американські виробники можуть виробляти вино Дюріф, але не маркувати його як Пті Сіра, і навпаки. ATF запропонувала визнати їх синонімами в Повідомленні про запропоновану нормотворення № 941, опублікованому у Федеральному реєстрі 10 квітня 2002 року, але рішення щодо RIN 1513–AA32 (раніше RIN 1512-AC65), здається, відкладено. на невизначений термін, ймовірно, тому, що нове регулювання пов'язане з торговельною суперечкою, яка б побачила TTB визнає Примітиво синонімом Зінфандель.
Попри те, що Пті Сіра не є одним з офіційно дозволених сортів винограду Кот-дю-Рон AOC, зв'язок Пті Сіра з Дюріф змусив каліфорнійську Рон-Рейнджерс додати цей виноград до списку своїх вин у 2002 році.

### Ізраїль

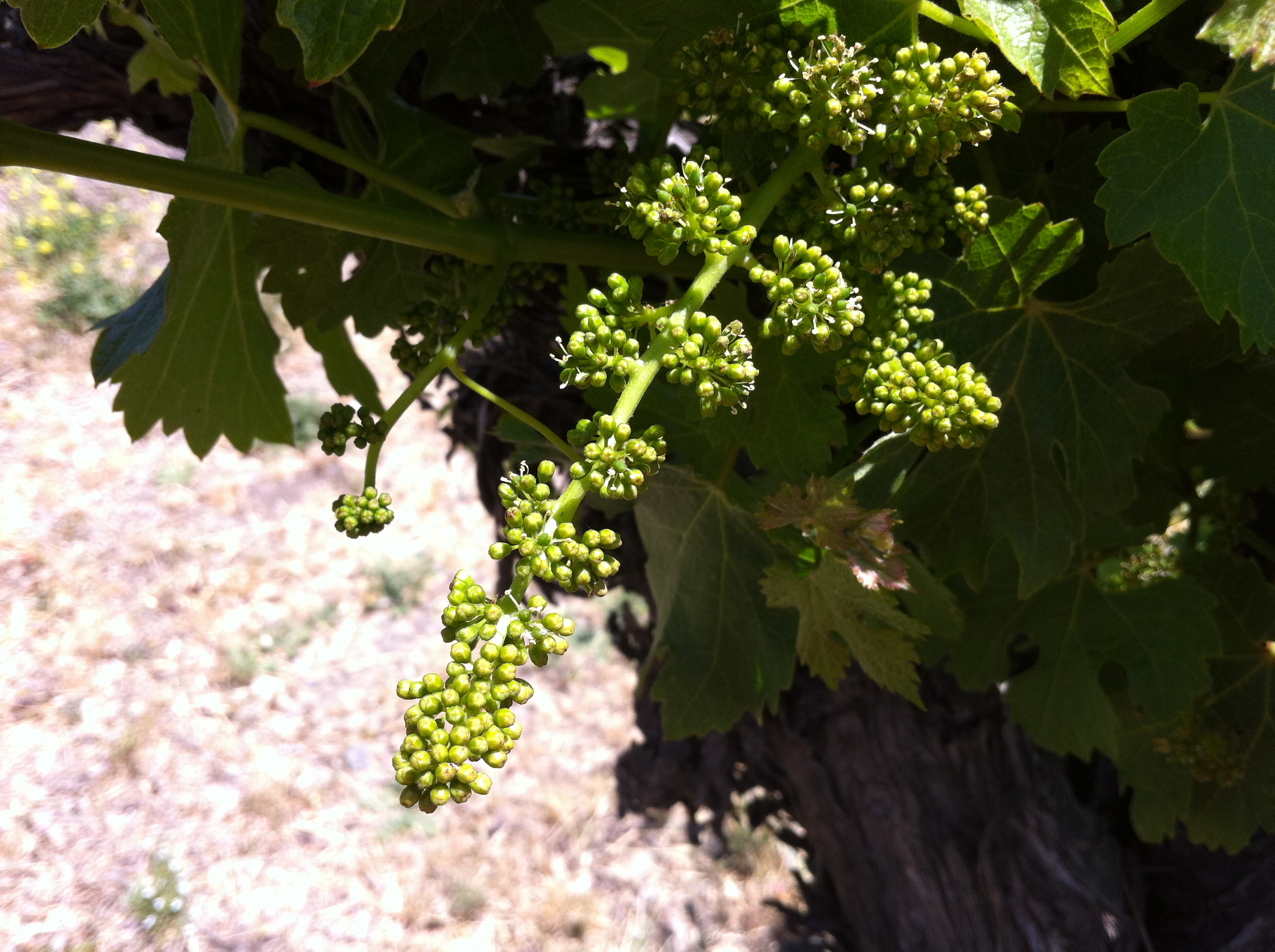
Пті Сіра/Durif Дюріф у цвіту.

В Ізраїлі Пті Сіра мав таку ж історію, як у Каліфорнії — історично використовувався як купажний виноград для додання міцності винам нижчої якості. Проте Пті Сіра нещодавно пережив певне відродження, як у висококласних купажах, так і в пляшках як єдиний сорт. Винороб, який здобув освіту в Каліфорнійському університеті в Девісі та доктор філософії хімік Яїр Маргаліт, познайомився із виноградом під час свого перебування в Каліфорнії, показав, що Пті Сіра не потрібно віддавати в глечик вина, коли він змішав невеликі порції у свій запас Каберне Совіньон. У 2002 році винороб Ассаф Пас створив свій перший сорт Petite Sirah на своїй сімейній виноробні Vitkin winery, а в 2004 році — на виноробні Carmel, де він працював. Бачачи, що ізраїльський терруар може вирощувати чудовий Petite Sirah, такі виноробні, як Льюїс Паско, винороб-засновник Recanati, наслідували його приклад із сумішшю Petite Sirah/Zinfandel, тоді як інші, такі як Sea Horse, Carmel, Tishbi, виготовили односортовий Petite Sirah на додаток до використання це для змішування.

## Petite Sirah і Petite Sirah
Petite Sirah іноді помилково пишеться як «Petite Syrah», що історично відноситься до маленького ягідного клону винограду Syrah, який вирощували виробники Рони. У Каліфорнії виноградарі-іммігранти представили Сіру в 1878 році та використовували фразу «Petite Syrah» для позначення нижчої врожайності, яку тоді давали виноградні лози в Каліфорнії. Справжній Пті Сіра (Дюріф) був представлений у 1884 році.

## Виноградарство

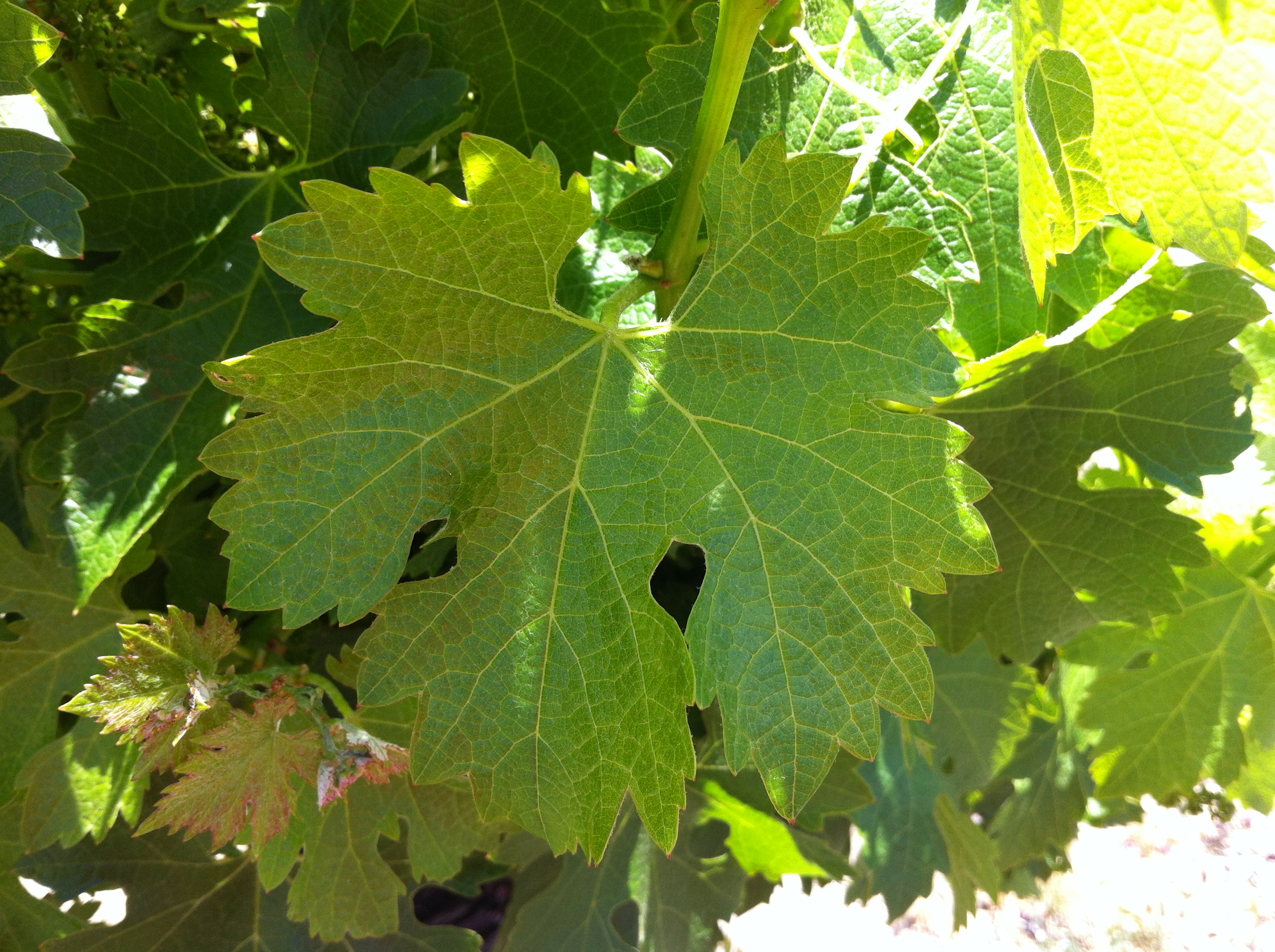
Дюріф лист.

«Маленький» у назві цього винограду належить до розміру його ягід, а не до лози, яка є особливо сильною. Листя великі, з яскраво-зеленою верхньою поверхнею і блідо-зеленою нижньою. Виноград утворює щільно упаковані грона, які можуть бути чутливі до гниття в дощовому середовищі. Маленькі ягоди створюють високе співвідношення шкірки до соку, що дозволяє виробляти вина з сильною дубильною речовиною, якщо сік проходить тривалий період мацерації. При наявності нових дубових бочок вино може розвинути аромат розтопленого шоколаду.
У 20 столітті ампелографи Луї Леваду та (через десятиліття) Лінда Біссон класифікували Дюріф як члена екогеогрупи Pelorsien разом із Bia blanc, Béclan, Dureza, Exbrayat, Jacquère, Joubertin, Mondeuse blanche, Peloursin, Servanin та Verdesse.

## Вино

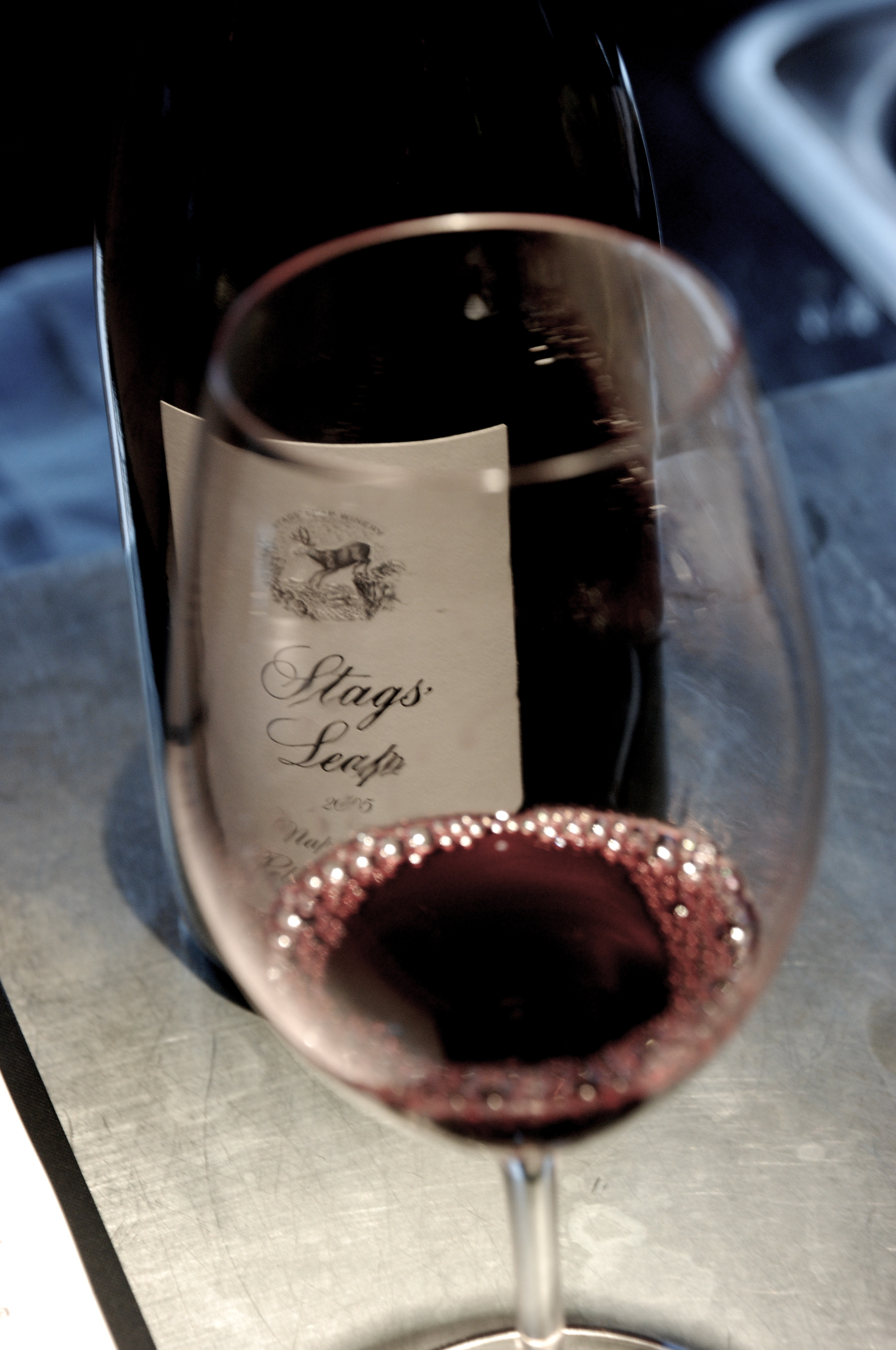
Бокал каліфорнійського Пті Сіра.

Пті Сіра виробляє темні вина чорнильного кольору, які є відносно кислотними, з міцною текстурою.
Аромат дарує ноти трав і чорного перцю, і зазвичай пропонує відтінки синіх фруктів, чорних фруктів, слив і особливо чорниці.
Пті Сіра іноді може бути досить «коротким», тобто аромат не затримується в роті, отже, перевага купажу з іншим виноградом, якому може не вистачати середнього смаку, але він додає довжини та елегантності.
Вина дуже дубильні, зі здатністю до витримки, яка може перевищувати 20 років у пляшці.